# Рогожская Застава
Пло́щадь Рого́жская Заста́ва (в 1923—1955 годах — Застава Ильича, в 1955—1992 годах — площадь Ильича) — площадь в центре Москвы на Камер-Коллежском валу. Расположена в Таганском районе между улицами Сергия Радонежского, Золоторожский Вал, Рогожский Вал, Школьной, Рабочей и Международной и бульваром Энтузиастов. На площади находятся станции метро «Римская» и «Площадь Ильича».

## История
Современная площадь включает территорию бывших Рогожской Сенной (Сенной) площади и площади Рогожской Заставы, названных по существовавшей здесь в XVIII веке Рогожской заставе Камер-Коллежского вала. Застава получила название по находившейся здесь в XVI веке Рогожской ямской слободе, население которой обслуживало перевозки по дороге, ведущей в село Рогож (позднее город Богородск, ныне Ногинск). Сенной площадь называлась в связи с тем, что на ней торговали сеном. Рогожская Сенная площадь в 1919 году была переименована в площадь Ильича (по отчеству В. И. Ленина). Площадь Рогожская Застава в 1923 году переименована в площадь Застава Ильича, а в 1955 году включена в состав площади Ильича. В 1992 году площади возвращено историческое название — площадь Рогожская Застава.

## Описание
С запада на площадь выходит улица Сергия Радонежского, которая продолжается на восток как бульвар Энтузиастов, с юго-запада примыкают Рогожский Вал и Школьная улица, с юго-востока — Рабочая и Международная улицы, а с севера — небольшой участок Золоторожского Вала.

## Здания и сооружения
- Дом 1 — Торговый центр «Рогожка».

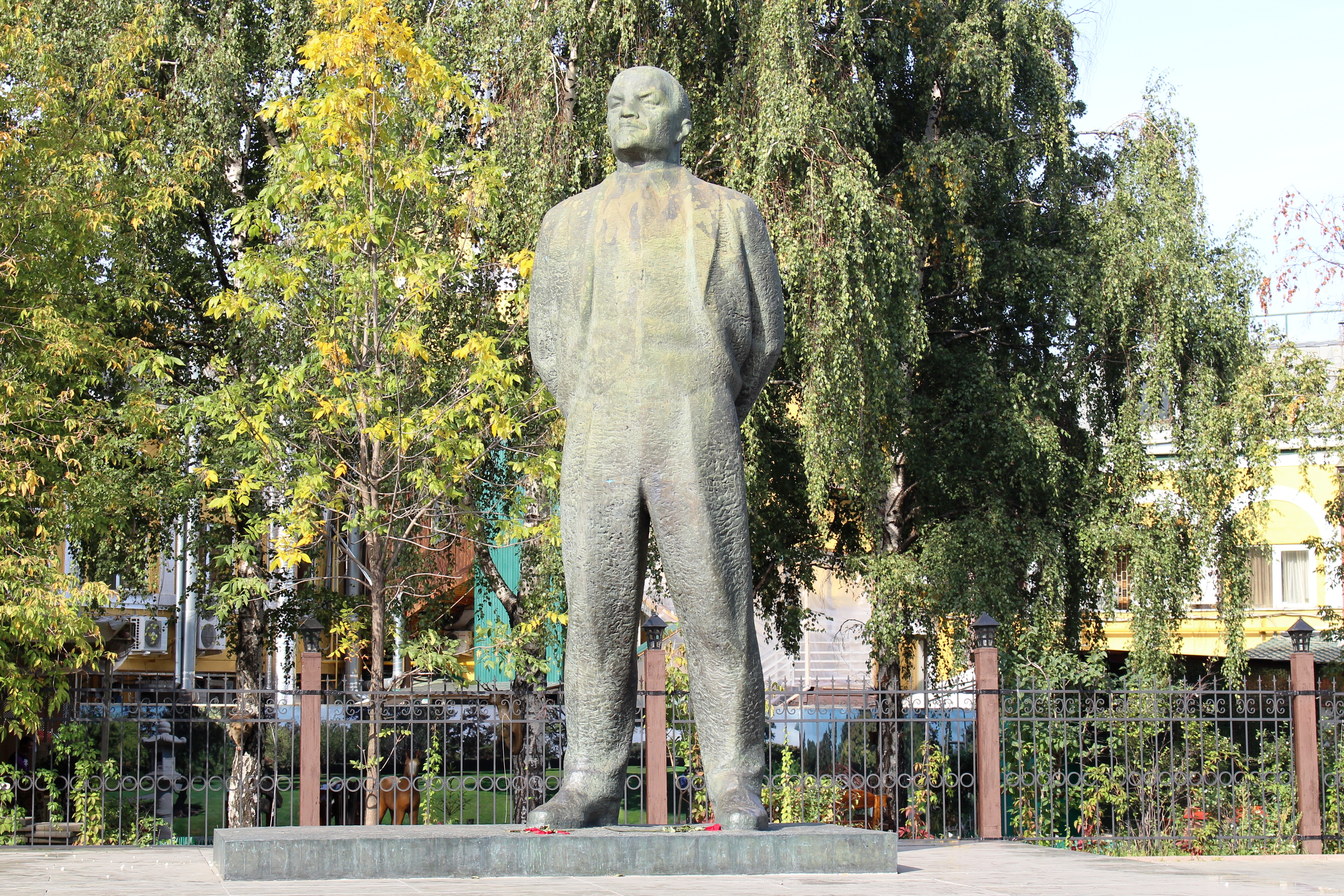
Памятник В. И. Ленину на площади

- Дом 2/1, строения 1 и 2 — жилые дома.
- Дом 2/1, строение 3 — электрическая подстанция.

Кроме того, на площадь выходит многоэтажный бизнес-центр «Золотые ворота», формально находящийся по адресу шоссе Энтузиастов, вл. 2—4. В сквере около железнодорожного моста через шоссе Энтузиастов установлен один из сохранившихся в Москве верстовых столбов, установленных в 1783 году.
На площади установлен памятник Владимиру Ильичу Ленину.

## В литературе и искусстве
- У Заставы Ильича (так в то время называлась площадь Рогожская Застава) в 1930-е годы «жил» дядя Стёпа, герой известного детского стихотворения Сергея Михалкова:

В доме восемь дробь один

У Заставы Ильича

Жил высокий гражданин,

По прозванью Каланча…

- В фильме «Дом, в котором я живу» (1957) звучит песня «Тишина за Рогожской заставою» (музыка Юрия Бирюкова на слова Алексея Фатьянова, исполняет Николай Рыбников)[4].
- Под названием «Застава Ильича» в 1988 году была перевыпущена авторская версия фильма Марлена Хуциева «Мне двадцать лет» (1965).
- В песне «Застава Ильича» ( муз. А. Новикова - слова Я.Шведова), исполняли дуэт Владимира Захарова и Георгия Абрамова (1947), Анатолий Орфёнов (1950).

## Общественный транспорт
- Станции метро «Площадь Ильича» и «Римская».
- Железнодорожная платформа «Серп и Молот».
- Железнодорожная платформа «Москва-Товарная».
- Автобусы м8, т53, 40, 125, 340, 365, 567, 730, н4.
- Трамваи 2, 12, 38, 46.